# Пац, Ян Казимир
 Ян Казимир Пац (ок. 1650—1696/1697) — государственный деятель Великого княжества Литовского, маршалок браславский (1684), хорунжий надворный литовский (1687—1696), староста усвятский.

## Биография
Представитель литовского магнатского рода Пацов герба «Гоздава». Второй сын Иеронима Доминика Паца (ок. 1620—1662) и Анны Войны (ум. после 1669). Братья — староста жемайтский Пётр Михаил Пац (ум. 1696) и писарь великий литовский Казимир Михаил Пац (ум. 1719). Внук подскарбия надворного литовского и воеводы трокского Петра Паца (ок. 1570—1642).
С 1684 года Ян Казимир Пац упоминается в звании маршалка Браславского повета. В 1687 году получил должность хорунжего надворного литовского.
Был женат на Людвике Терезе Слушке (ум. 1701), от брака с которой имел двух сыновей и одну дочь:
- Анна Пац, жена референдария великого литовского Винцента Петра Воловича
- Юзеф Пац (ум. 1765), каштелян жемайтский (1748), староста зёловский
- Пётр Пац (ум. 1756), староста вилейский и пинский